# Chaerophyllum tomentosum
Chaerophyllum tomentosum är en flockblommig växtart som beskrevs av Jean Louis Marie Poiret och Ernst Gottlieb von Steudel. Chaerophyllum tomentosum ingår i släktet rotkörvlar, och familjen flockblommiga växter. Inga underarter finns listade i Catalogue of Life.